# Omar Sy

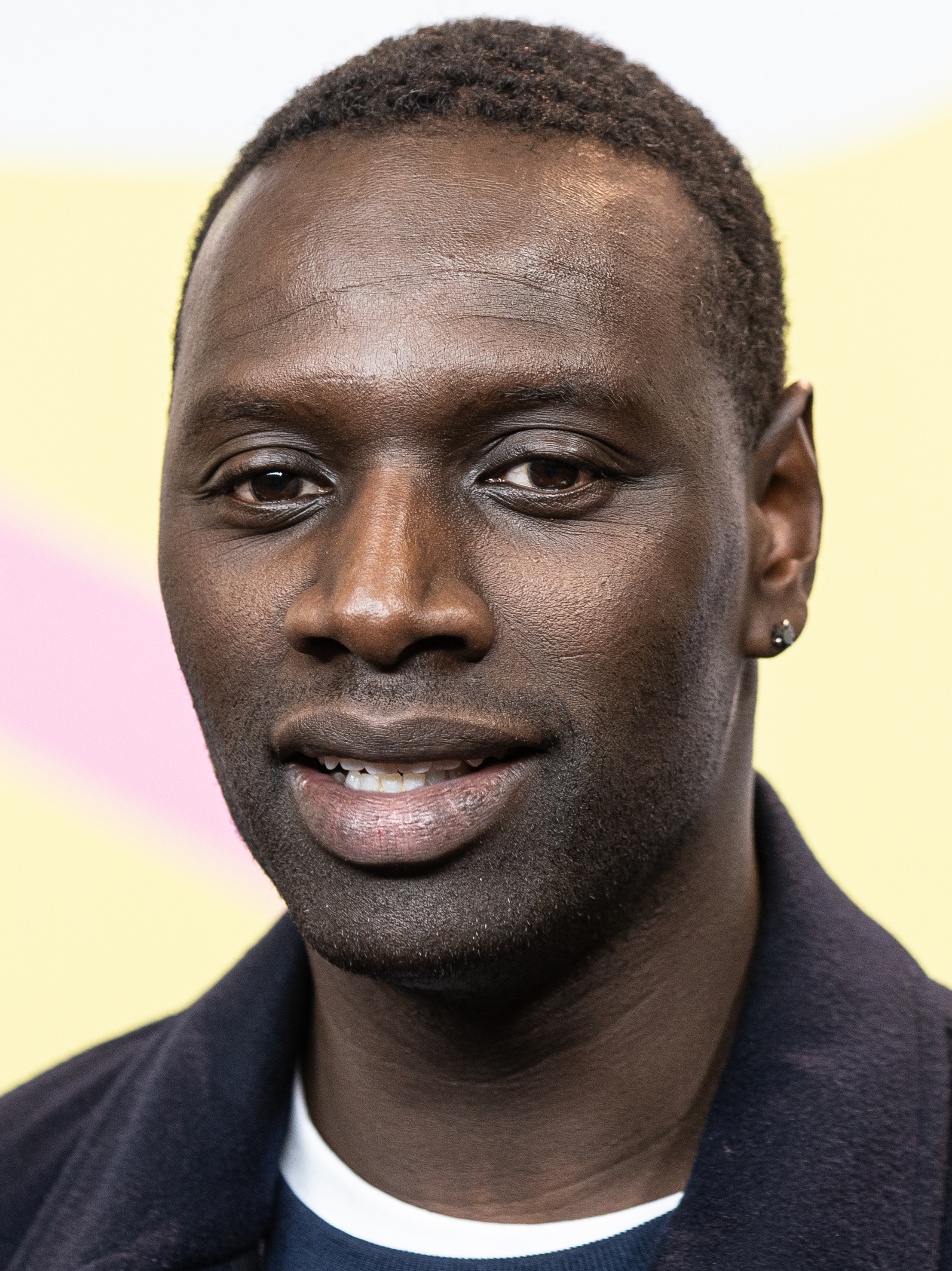
Omar Sy (2020)

Omar Sy (* 20. Januar 1978 in Trappes, Frankreich) ist ein französischer Schauspieler und Komiker.

## Leben
Omar Sy wurde als Sohn eines Senegalesen aus dem Volk der Fulbe und einer Mauretanierin in Trappes bei Paris geboren. Ursprünglich wollte er Techniker für Heizungs-, Lüftungs- und Sanitärtechnik werden und in den Senegal gehen. Er arbeitete zwischen 1996 und 1997 bei dem französischen Radiosender Radio Nova, wo er seinen späteren Sketchpartner Fred Testot kennenlernte. Mit ihm war er seit 2005 in der Fernsehsendung Omar et Fred auf Canal+ zu sehen, was ihm in Frankreich Bekanntheit verschaffte.
Der internationale Durchbruch gelang ihm 2011 mit dem Film Ziemlich beste Freunde an der Seite von François Cluzet. Der Film feierte nicht nur in Frankreich große Erfolge, wo er mit mehr als 19 Millionen Zuschauern die erfolgreichste inländische Produktion des Jahres war. Im Jahr 2012 wurde er als erster nicht-weißer Schauspieler mit dem César als bester Hauptdarsteller ausgezeichnet. Sy war 2014 als Bishop in X-Men: Zukunft ist Vergangenheit, der Fortsetzung von X-Men: Erste Entscheidung, zu sehen. Seit 2021 ist er in der französischen Fernsehserie Lupin zu sehen.
Am 5. Juli 2007 heiratete er Hélène, die Mutter seiner fünf Kinder (* 2001, 2003, 2007, 2010, 2017). Im Jahr 2012 zog die Familie nach Los Angeles.
Sy wurde 2017 in die Academy of Motion Picture Arts and Sciences (AMPAS) aufgenommen, die jährlich die Oscars vergibt.
Im Jahr 2024 wurde er beim 77. Filmfestival von Cannes als Jurymitglied des Hauptwettbewerbs ausgewählt. Im Juni 2025 wurde Sy Anteilseigner und Kulturberater von Paris Basketball.

## Filmografie
- 2001: The Race
- 2001: Stirb nicht zu langsam (La tour Montparnasse infernale)
- 2002: Ball & Chain – Zwei Nieten und sechs Richtige
- 2002: Samouraïs
- 2006: Hilfe, Ferien (Nos jours heureux)
- 2009: Tellement proches
- 2009: Micmacs – Uns gehört Paris! (Micmacs à tire-larigot)
- 2009: Safari
- 2011: Ziemlich beste Freunde (Intouchables)
- 2012: Die Vollpfosten – Never change a losing team (Les seigneurs)
- 2012: Ein Mordsteam (De l’autre côté du périph)
- 2013: Der Schaum der Tage (L’écume des jours)
- 2013: FBI – Female Body Inspectors (Mais qui a re-tué Pamela Rose?)
- 2014: X-Men: Zukunft ist Vergangenheit (X-Men: Days of Future Past)
- 2014: Good People
- 2014: Heute bin ich Samba (Samba)
- 2015: Jurassic World
- 2015: Im Rausch der Sterne (Burnt)
- 2016: Monsieur Chocolat (Chocolat)
- 2016: Inferno
- 2016: Plötzlich Papa (Demain tout commence)
- 2017: Docteur Knock – Ein Arzt mit gewissen Nebenwirkungen (Knock)
- 2018: Yao
- 2018: Belleville Cop (Le flic De Belleville)
- 2019: The Wolf’s Call – Entscheidung in der Tiefe (Le chant du loup)
- 2019: Arctic Justice: Thunder Squad (Arctic Dogs, Stimme)
- 2020: Der verlorene Prinz und das Reich der Träume (Le prince oublié)
- 2020: Ruf der Wildnis (The Call of the Wild)
- 2020: Bis an die Grenze (Police)
- seit 2021: Lupin (Fernsehserie)
- 2022: Ein MordsTeam ermittelt wieder (Loin du périph)
- 2022: Mein Sohn, der Soldat (Tirailleurs)
- 2022: Jurassic World: Ein neues Zeitalter (Jurassic World Dominion)
- 2023: The Book of Clarence
- 2024: The Strangers’ Case
- 2024: The Killer
- 2025: Shadow Force – Die letzte Mission (Shadow Force)